# Jasmine Thomas
Jasmine Loretta Thomas (Fairfax, 30 settembre 1989) è un'ex cestista statunitense, professionista nella WNBA.

## Carriera
È stata selezionata dalle Seattle Storm al primo giro del Draft WNBA 2011 (12ª scelta assoluta).

## Statistiche

### College
| Anno      | Squadra          | PG  | PT | MP   | TC%  | 3P%  | TL%  | RP  | AP  | PRP | SP  | PP   |
| --------- | ---------------- | --- | -- | ---- | ---- | ---- | ---- | --- | --- | --- | --- | ---- |
| 2007-2008 | Duke Blue Devils | 35  | -  | 25,2 | 35,1 | 24,7 | 60,4 | 2,8 | 2,3 | 1,5 | 0,9 | 7,9  |
| 2008-2009 | Duke Blue Devils | 30  | -  | 29,5 | 36,1 | 28,6 | 74,3 | 2,7 | 3,3 | 1,7 | 0,2 | 10,2 |
| 2009-2010 | Duke Blue Devils | 36  | 36 | 32,4 | 38,7 | 35,6 | 79,1 | 4,3 | 4,1 | 2,8 | 0,2 | 16,0 |
| 2010-2011 | Duke Blue Devils | 36  | 36 | 32,6 | 38,8 | 39,2 | 66,1 | 3,9 | 3,4 | 2,4 | 0,6 | 15,1 |
| Carriera  | Carriera         | 137 | 72 | 30,0 | 37,6 | 33,5 | 71,5 | 3,4 | 3,3 | 2,1 | 0,5 | 12,4 |

### WNBA

#### Regular Season
| Anno     | Squadra         | PG  | PT  | MP   | TC%  | 3P%  | TL%  | RP  | AP  | PRP | SP  | PP   |
| -------- | --------------- | --- | --- | ---- | ---- | ---- | ---- | --- | --- | --- | --- | ---- |
| 2011     | Wash. Mystics   | 34  | 6   | 19,3 | 35,3 | 31,2 | 66,7 | 2,1 | 1,9 | 0,7 | 0,3 | 6,4  |
| 2012     | Wash. Mystics   | 34  | 23  | 22,4 | 37,9 | 36,5 | 67,4 | 2,4 | 2,8 | 0,9 | 0,2 | 8,2  |
| 2013     | Atlanta Dream   | 34  | 29  | 27,5 | 35,9 | 21,6 | 69,6 | 3,0 | 3,1 | 0,9 | 0,3 | 8,5  |
| 2014     | Atlanta Dream   | 34  | 23  | 17,5 | 32,3 | 25,5 | 71,4 | 2,1 | 1,6 | 0,5 | 0,1 | 4,8  |
| 2015     | Connecticut Sun | 34  | 34  | 26,7 | 32,8 | 29,8 | 78,3 | 3,7 | 3,9 | 1,2 | 0,4 | 8,2  |
| 2016     | Connecticut Sun | 34  | 34  | 32,1 | 40,8 | 29,7 | 86,1 | 4,1 | 5,1 | 1,3 | 0,4 | 11,7 |
| 2017     | Connecticut Sun | 32  | 31  | 28,2 | 42,1 | 40,3 | 78,1 | 2,3 | 4,3 | 1,6 | 0,1 | 14,2 |
| 2018     | Connecticut Sun | 34  | 34  | 28,1 | 39,8 | 31,1 | 85,5 | 3,3 | 4,8 | 1,1 | 0,2 | 12,9 |
| 2019     | Connecticut Sun | 34  | 34  | 29,7 | 39,2 | 36,6 | 80,0 | 2,9 | 5,1 | 1,4 | 0,1 | 11,1 |
| 2020     | Connecticut Sun | 19  | 19  | 25,5 | 40,4 | 33,3 | 91,3 | 1,7 | 4,0 | 1,3 | 0,3 | 10,2 |
| 2021     | Connecticut Sun | 30  | 30  | 29,6 | 38,6 | 40,0 | 87,5 | 2,4 | 4,1 | 1,3 | 0,2 | 10,6 |
| 2022     | Connecticut Sun | 5   | 5   | 21,8 | 26,7 | 38,5 | 92,3 | 2,2 | 3,0 | 0,6 | 0,2 | 6,6  |
| 2023     | L.A. Sparks     | 32  | 7   | 12,8 | 27,3 | 24,2 | 90,9 | 1,1 | 1,3 | 0,3 | 0,2 | 2,7  |
| Carriera | Carriera        | 390 | 309 | 24,9 | 37,7 | 32,8 | 79,7 | 2,6 | 3,5 | 1,0 | 0,2 | 9,0  |

#### Playoffs
| Anno     | Squadra         | PG | PT | MP   | TC%  | 3P%  | TL%  | RP  | AP  | PRP | SP  | PP   |
| -------- | --------------- | -- | -- | ---- | ---- | ---- | ---- | --- | --- | --- | --- | ---- |
| 2013     | Atlanta Dream   | 8  | 8  | 28,9 | 31,0 | 0,0  | 70,0 | 2,9 | 2,0 | 0,9 | 0,8 | 6,4  |
| 2014     | Atlanta Dream   | 3  | 2  | 22,7 | 42,1 | 33,3 | 62,5 | 3,0 | 3,3 | 0,7 | 0,0 | 7,3  |
| 2017     | Connecticut Sun | 1  | 1  | 38,0 | 36,8 | 0,0  | 50,0 | 3,0 | 4,0 | 0,0 | 1,0 | 15,0 |
| 2018     | Connecticut Sun | 1  | 1  | 35,0 | 35,7 | 50,0 | 100  | 5,0 | 2,0 | 1,0 | 1,0 | 14,0 |
| 2019     | Connecticut Sun | 8  | 8  | 34,8 | 43,5 | 38,9 | 53,3 | 3,3 | 5,6 | 1,1 | 0,0 | 12,8 |
| 2020     | Connecticut Sun | 7  | 7  | 32,0 | 45,1 | 32,5 | 80,0 | 2,1 | 4,4 | 1,1 | 0,1 | 14,7 |
| 2021     | Connecticut Sun | 4  | 4  | 34,3 | 25,6 | 22,2 | 77,8 | 3,3 | 3,5 | 2,0 | 0,5 | 8,3  |
| Carriera | Carriera        | 32 | 31 | 31,6 | 38,4 | 29,6 | 67,9 | 2,9 | 3,8 | 1,1 | 0,3 | 10,6 |

## Palmarès
- 3 volte WNBA All-Defensive First Team (2017, 2018, 2019)
- 2 volte WNBA All-Defensive Second Team (2016, 2021)